# Patricia Wells (Köchin)
Patricia Wells (* 5. November 1946 in Milwaukee, Wisconsin) ist eine US-amerikanische Köchin, Journalistin und Kochbuchautorin. 

## Leben
Wells lebt seit 1980 in der Provence. Als Restaurantkritikerin arbeitet sie für die International Herald Tribune und ist Autorin von acht Büchern. Ihr Buch Patricia Wells at Home in Provence gewann den James-Beard-Preis für das beste internationale Kochbuch. Wells ist die einzige Amerikanerin und die einzige Frau, die für L’Express derzeit als Restaurantkritikerin arbeitet.

## Schriften
- The Food Lover’s Guide to Paris
- Bistro Cooking
- Simply French
- Patricia Wells’ Trattoria
- L’Atelier de Joël Robuchon
- Patricia Wells at Home in Provence
- The Paris Cookbook